# Anneissia japonica
Anneissia japonica es una especie de lirio de mar de la familia Comatulidae.

## Morfología
De simetría pentarradial, su cuerpo está formado por un disco en forma de copa, compuesto de 2 o 3 anillos de placas. La placa centrodorsal es grande y gruesa. La boca y el ano están en la parte apical, lo que les diferencia del resto de equinodermos, situándose la primera en el margen del disco, y el segundo en el centro. Tiene una serie de pínnulas alrededor, cuyos segmentos terminales están modificados formando un peine. Tiene entre 10, en el caso de los juveniles, y 40 brazos, que están pinnulados en un mismo plano, lo que les da la apariencia de plumas, de ahí uno de los nombres comunes de los crinoideos en inglés: featherstar, o estrella de plumas. Los brazos se componen de una serie de osículos, o huesecillos, articulados, llamados braquiales; además de ligamentos, músculos, y en su interior cuentan con extensiones de los sistemas nervioso, vascular y reproductivo. Al tiempo, las pínnulas poseen una serie de apéndices, o pies tubulares, que utiliza para la alimentación y la respiración.
En su parte aboral, o inferior, poseen unos apéndices alargados para anclarse al sustrato, denominados cirri.
Como la mayoría de los crinoideos, y muchos géneros del filo Echinodermata, poseen la capacidad de auto-amputarse un brazo, en situaciones de peligro para el animal. A esta facultad de algunos animales se le denomina autotomía, y, en el caso que nos ocupa, se combina con otra capacidad, la de regenerarlo por completo a continuación. Con frecuencia, en sustitución del brazo amputado, desarrollan dos nuevos brazos. Aparte de los brazos, también pueden regenerar los cirri, las pínnulas o el intestino.
Para desplazarse utiliza el movimiento sincronizado, y de forma alterna, de sus brazos; que oscilan verticalmente de abajo arriba, logrando la natación. También reptan mediante sus cirri.

## Hábitat y distribución
Se localizan entre 0 y 256 metros de profundidad. Anclados a corales duros y laderas de arrecifes con corrientes. Algunos crustáceos, como Lebbeus comanthi, viven en asociación con O. japonicus.
Se distribuyen en el océano Pacífico oeste, en Japón y Corea del Sur.

## Alimentación
Son filtradores, se alimentan de zooplancton, como diatomeas, foraminiferos, pequeños crustáceos o jóvenes moluscos; y de fitoplancton.

## Reproducción
Son dioicos y la reproducción sexual se produce por fertilización externa, en la última quincena del mes de octubre. Las larvas poseen un tallo, que pierden al madurar, convirtiéndose en animales de vida libre. Asimismo, son de simetría bilateral y evolucionan a una simetría pentarradial cuando se transforman a la morfología definitiva del animal, lo que les convierte en objeto de estudio de la evolución animal.